# Чуркино (Калужская область)
Чу́ркино — деревня в Малоярославецком районе Калужской области, входит в состав сельского поселения «Деревня Шумятино».

## География
Центральная часть деревни расположена на высоте 142 м над уровнем моря.

### Часовой пояс
Деревня Чуркино, как и вся Калужская область, находится в часовой зоне МСК (московское время). Смещение применяемого времени относительно UTC составляет +3:00.

## Население
| 2002 | 2010 |
| ---- | ---- |
| 7    | ↗10  |

### Гендерный состав
По данным Всероссийской переписи населения 2010 года, в гендерной структуре населения мужчины составляли 40 % женщины — соответственно 60 %.